# اسکار کاواگلی
اسکار کاواگلی (به انگلیسی: Oscar Kawagley) (زاده ۱۷ آبان ۱۳۱۳ - درگذشته ۷ اردیبهشت ۱۳۹۰) از سرخ‌پوستان بومی آلاسکا، انسان‌شناس، معلم و بازیگر بود. کاواگلی تا زمان مرگش استادیار دانشگاه آلاسکا در فربنکس بود.

## فیلم‌شناسی
| عنوان             | سال  |
| ----------------- | ---- |
| تمشک‌های سرخ جنگلی | ۱۳۷۰ |
| خرس برادر         | ۱۳۸۲ |